# Mitsuo Ikeda
Mitsuo Ikeda (池田 三男?, Ikeda Mitsuo; Mashike, 14 marzo 1935 – Tokyo, 12 settembre 2002) è stato un lottatore giapponese.

## Palmarès
Olimpiadi
- 1 medaglia:
  - 1 oro (lotta libera - pesi welter a Melbourne 1956)